# Adejeania armata
Adejeania armata là một loài ruồi trong họ Tachinidae.